# Bolivias evangelisk-lutherska kyrka
Bolivias evangelisk-lutherska kyrka (spanska: Iglesia Evangélica Luterana Boliviana (IELB) är ett protestantiskt samfund i Bolivia som förespråkar luthersk kristendom. Samfundet satetades 1972 av lutherska missionärer från USA, och många medlemmar är indianer som Aymara och Quechua, och de flesta medlemmarnas finsn på Bolivias högland, i och runt La Paz.